# Zabūr
Zabūr (arabisch زبور, DMG Zabūr) ist nach der Lehre des Islam das heilige Buch, welches Dawud (David) von Gott offenbart bekam, und zählt zu den heiligen Büchern, die vor dem Koran offenbart wurden. Wahrscheinlich ist damit das Buch der Psalmen gemeint.
Das Wort Zabur erscheint im Koran dreimal. In Sure 4:163 und Sure 17:55 heißt es „Wir gaben David ein Buch“, und in Sure 21:105 wird ohne Erwähnung Davids aus dem Buch zitiert: „Und bereits haben Wir in dem Buche, nach der Ermahnung, geschrieben, dass Meine rechtschaffenen Diener das Land erben sollen.“ In diesen drei Versen – und im Koran nur dort – steht für Buch das Wort Zabur. Das Zitat „Meine rechtschaffenen Diener sollen das Land erben“ ist nicht nur ähnlich wie Ps 37,29 , sondern verwendet auch dieselben semitischen Wortwurzeln für „Land“ (arab. ارض, hebr. ארץ) und „erben“ (arab. ورث, hebr. ירשׁ). Die Bemerkung „nach der Ermahnung“ bezieht sich wohl auf die Offenbarung an Moses, die in derselben Sure im Vers 48 erwähnt ist. Aufgrund dieser Übereinstimmung und der Erwähnung Davids wird allgemein angenommen, es handle sich beim Zabur um das biblische Buch der Psalmen. In einigen Sprachen mit überwiegend muslimischen Sprechern wird ein von Zabur abgeleitetes Wort verwendet, wenn von den biblischen Psalmen die Rede ist, u. a. im Türkischen, Bosnischen, Kurdischen, Urdu und Swahili.